# Joshua Cushman
Joshua Cushman (* 11. April 1761 in Halifax, Province of Massachusetts Bay; † 27. Januar 1834 in Maine, Maine) war ein US-amerikanischer Politiker. Zwischen 1819 und 1821 vertrat er den Bundesstaat Massachusetts sowie von 1821 bis 1825 den Staat Maine im US-Repräsentantenhaus.

## Werdegang
Joshua Cushman wurde noch während der britischen Kolonialzeit geboren. Zwischen 1777 und 1780 war er während des Unabhängigkeitskrieges Soldat in der amerikanischen Kontinentalarmee. Danach studierte er bis 1787 an der Harvard University. Nach einem anschließenden Theologiestudium wurde Cushman zum Geistlichen ordiniert. Er zog nach Winslow, das bis 1820 zu Massachusetts gehörte und dann an den neuen Staat Maine fiel. Dort war er 20 Jahre lang als Pastor der Congregational Church tätig.
Politisch war Cushman Mitglied der Demokratisch-Republikanischen Partei. Im Jahr 1810 saß er im Senat von Massachusetts; von 1812 bis 1812 gehörte er dem Repräsentantenhaus des Staates an. 1818 wurde er im 19. Wahlbezirk von Massachusetts in das US-Repräsentantenhaus in Washington, D.C. gewählt. Dort trat er am 4. März 1819 die Nachfolge von Joshua Gage an. Nach der Gründung von Maine fiel Cushmans Distrikt an diesen neuen Staat. Daher wurde er im Jahr 1820 für den sechsten Bezirk des neuen Staates erneut in den Kongress gewählt. Nach den Wahlen des Jahres 1822 trat er im vierten Distrikt die Nachfolge von William D. Williamson an. Insgesamt absolvierte Cushman zwischen dem 4. März 1819 und dem 3. März 1825 drei zusammenhängende Legislaturperioden im Kongress. In dieser Zeit wurde der von Henry Clay ausgearbeitete Missouri-Kompromiss verabschiedet. Dadurch wurde der neue Staat Maine gegründet, in dem die Sklaverei verboten war, während sie im Staat Missouri, der ebenfalls in die Union aufgenommen wurde, erlaubt war.
Nach der Auflösung seiner Partei in den 1820er Jahren schloss sich Cushman der Bewegung um Präsident John Quincy Adams an, die in Opposition zu Andrew Jackson und dessen später gegründeter Demokratischen Partei stand. Im Jahr 1828 war Cushman Mitglied des Senats von Maine; vom 1. Januar 1834 bis zu seinem Tod am 27. Januar desselben Jahres war er Abgeordneter im Repräsentantenhaus von Maine. Damit hat er in beiden Kammern der jeweiligen Staatslegislativen von Massachusetts und Maine gesessen und beide Staaten und im US-Repräsentantenhaus vertreten. Joshua Cushman wurde in Augusta beigesetzt.